# Ramón Cáceres

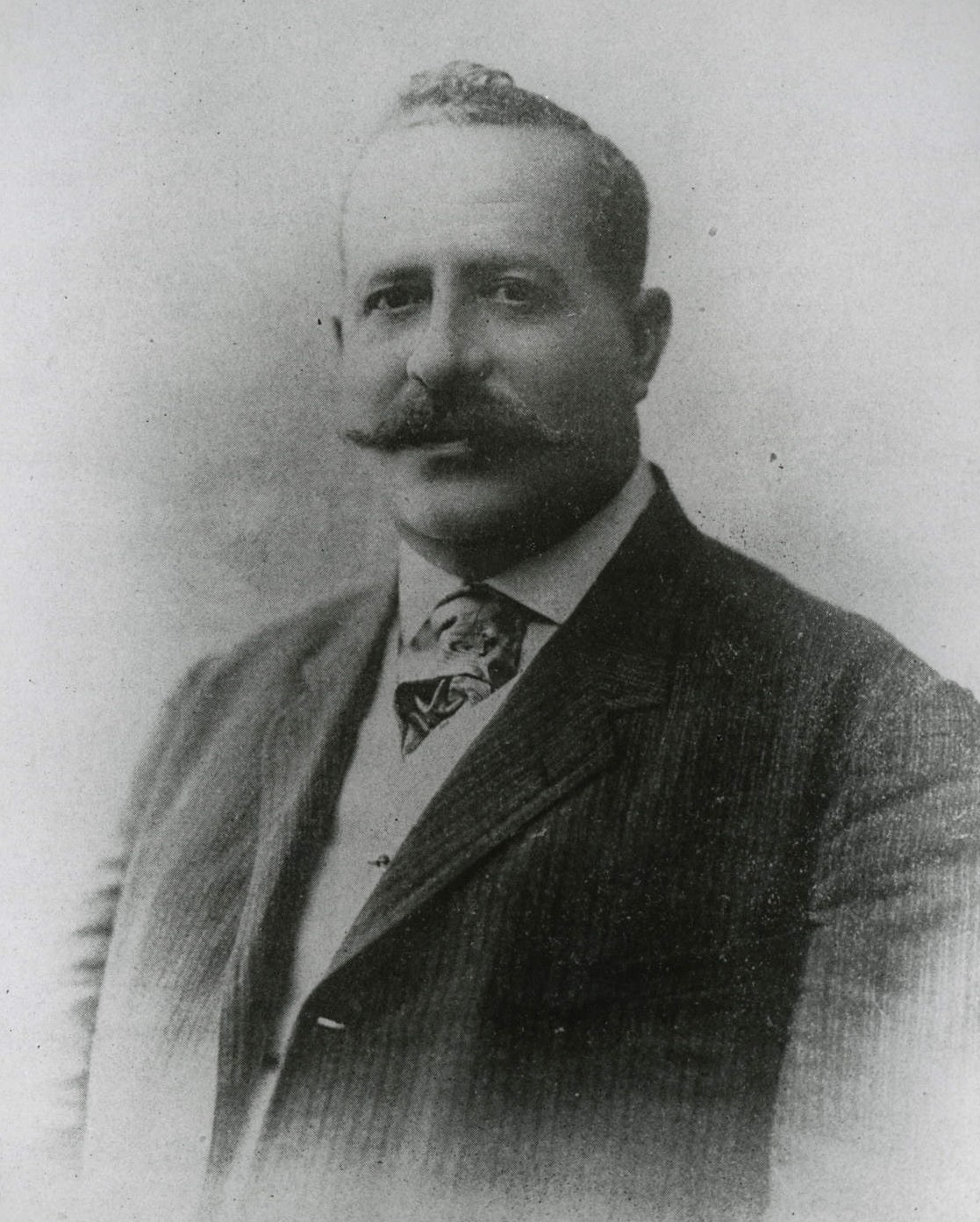
Ramón Cáceres

Ramón Arturo Cáceres Vasquez (Moca, 15 december 1866 - Santo Domingo, 19 november 1911) was de 31e president van de Dominicaanse Republiek (1906 - 1911). Er werd verondersteld dat Cáceres, die als vicepresident onder Carlos Felipe Morales diende, de volgende president zou worden in 1906. Cáceres werd in 1911 in een hinderlaag overvallen door rebellen en in zijn auto vermoord.
Cáceres was de leider van de Los Coludos, ook wel Rode Partij genoemd. Zijn dood werd gevolgd door algemene onlusten en stakingen en, uiteindelijk, door de Amerikaanse bezetting van de Dominicaanse Republiek in 1916.
- Biblioteca Nacional de España: XX1184688
- International Standard Name Identifier: 0000 0000 2823 6817
- Library of Congress Control Number: n85336915
- Virtual International Authority File: 13770016
- WorldCat: E39PBJxxjPJTg3rvBpfJGbQDv3